# Убийства отвъд Рая
„Убийства отвъд рая“ (на английски: Beyond Paradise) е британски криминален сериал на BBC, който се излъчва премиерно на 24 февруари 2023 г. Той е спиноф на дългоизлъчващия сериал „Убийства в Рая“. и в него участва Крис Маршъл.

## В България
В България сериалът започва излъчване по Стар Крайм на 11 октомври 2023 г. с разписание всяка сряда от 22:00 ч. Дублажът е на Андарта Студио и екипът се състои от:
| Преводач            | Николай Терзиев                                                                  |
| Редактор            | Милена Павлова                                                                   |
| Тонрежисьор         | Надежда Боянова                                                                  |
| Режисьор на дублажа | Кирил Бояджиев                                                                   |
| Озвучаващи артисти  | Светлана Смолева Елена Грозданова Момчил Степанов Камен Асенов Константин Лунгов |